# Jesus Freak
Jesus Freak è il quarto album in studio del gruppo musicale statunitense DC Talk, pubblicato nel 1995.

## Tracce
1. So Help Me God – 4:39
2. Colored People – 4:26
3. Jesus Freak – 4:50
4. What If I Stumble? – 5:06
5. Day by Day – 4:30
6. Mrs. Morgan – 0:57
7. Between You and Me – 4:59
8. Like It, Love It, Need It – 5:23
9. Jesus Freak (Reprise) – 1:17
10. In the Light (Charlie Peacock cover) – 5:06
11. What Have We Become? – 6:09
12. Mind's Eye – 5:17
13. Alas, My Love (hidden track) – 5:18

## Formazione
- Toby McKeehan – voce, cori
- Kevin Max Smith – voce, cori
- Michael Tait – voce, cori

## Premi
- Grammy Awards
  - 1997: "Best Rock Gospel Album"